# Watauga County
Watauga County är ett administrativt område i delstaten North Carolina, USA, med 51 079 invånare. Den administrativa huvudorten (county seat) är Boone. 

## Geografi
Enligt United States Census Bureau så har countyt en total area på 811 km². 811 km² av den arean är land och 0 km² är vatten. 

### Angränsande countyn
- Ashe County - nordost
- Wilkes County - öster
- Caldwell County - söder
- Avery County - sydväst
- Johnson County, Tennessee - nordväst